# Bell XP-77
Bell XP-77 – amerykański prototypowy samolot myśliwski zaprojektowany w zakładach Bell Aircraft w 1941 na zamówienie United States Army Air Forces (USAAF) na lekki samolot myśliwski zbudowany bez użycia cennych materiałów strategicznych takich jak aluminium. Zaprojektowany przez Roberta Woodsa samolot miał wewnętrzną konstrukcję prawie całkowicie drewnianą, ale powstał zbyt późno i miał zbyt niskie osiągi aby został zamówiony do produkcji seryjnej. Powstały tylko dwa prototypy tego samolotu.

## Historia

### Geneza
Jeszcze przed przystąpieniem Stanów Zjednoczonych do II wojny światowej dowództwo USAAF postanowiło poznać możliwość zbudowania super-lekkiego myśliwca, mniejszego, szybszego i bardziej zwrotnego od wszystkich ówczesnych samolotów myśliwskich, zbudowanego z niestrategicznych materiałów takich jak drewno, jako że uważano, że nie niedalekiej przeszłości może zacząć brakować aluminium. Prace nad podobnymi konstrukcjami trwały już w innych krajach, np. włoski S.A.I.207, brytyjski Miles M.20 czy francuski MB-700 i 30 października 1941 USAAF poprosiło głównego konstruktora Bell Aircraft, Roberta Woodsa o wstępny projekt takiej maszyny. Projekt początkowo otrzymał nazwę Tri-6, zmienioną później na Design D-6, a ostatecznie, już po złożeniu zamówienia przez USAAF - Model 32 oraz oficjalne oznaczenie wojskowe XP-77. W czasie prac projektowych wykorzystano powstały wcześniej projekt Bell Model 3.

### Projekt
Pierwsze plany samolotu powstały w mniej niż sześć miesięcy. Samolot miał być bardzo lekkim dolnopłatem ze skrzydłami laminarnymi o konstrukcji prawie całkowicie drewnianej, napęd miał stanowić silnik Ranger XV-770-9 w turbosprężarką o mocy 500 KM dający samolotowi prędkość maksymalną wynoszącą 410 mil na godzinę (660 km/h). Początkowo planowano, że samolot będzie uzbrojony w działko 20 mm strzelające przez piastę śmigła i dwa karabiny 12,7 mm w przedniej części kadłuba, ostatecznie na życzenie USAAF samolot został uzbrojony tylko w dwa karabiny maszynowe i możliwość przenoszenie do 300 funtów bomb lub 325 funtowej bomby głębinowej (odpowiednio 136 i 147 kg).
10 października 1942 podpisano kontrakt nr AC-20864 na dostawę sześciu prototypów (XP-77-BE, numery seryjne 43-34914/34920), dwóch kadłubów do testów statycznych, jednego modelu w skali 1:1 i jednego modelu w skali 1:9 do badań w tunelu aerodynamicznych, łączna wartość kontraktu wynosiła 698.761,88 dolarów. Pierwszy samolot miał być dostarczony w ciągu sześciu miesięcy od podpisania kontraktu.
Pełnoskalowy model został pokazany USAAF 21/22 czerwca 1942, ale po jego inspekcji reprezentacji USAAF zażądali aby do samolotu wprowadzono 54 poprawki różnego rodzaju. W tym czasie fabryka Bella była zajęta produkcją myśliwców P-39 oraz pracami nad właśnie powstającymi P-63 i odrzutowym P-59 co spowodowało znaczne opóźnienia w programie XP-77. W tym czasie zażegnano już problemy z dostępnością aluminium i lekkich stopów metalowych, a ponieważ cena programu wzrosła w tym czasie do 2.548.540,46 dolarów, dowództwo USAAF straciło zainteresowanie super-lekkim myśliwcem. W sierpniu 1943 postanowiono znacznie zmniejszyć program rozwojowy, a 20 grudnia 1943 ostatecznie zdecydowano, że Bell ma dostarczyć tylko dwa prototypy pomiędzy 31 stycznia a 1 marca 1944.
Pomimo znacznej redukcji zamówienia program nadal cierpiał na poważne opóźnienia; skrzydła samolotu produkowane przez podwykonawcę Vidal Research Corp zostały dostarczone dopiero 3 lutego 1944 i data dostawy pierwszego prototypu została przesunięta na 5 marca. Późniejsze problemy z system wciągania przedniego koła samolotu doprowadziły do następnego, miesięcznego opóźnienia i ostatecznie pierwszy lot nowej maszyny odbył się 1 kwietnia 1944.

### Próby

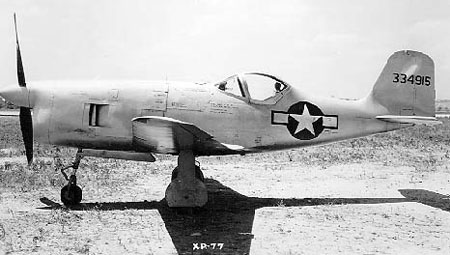
XP-77

Pierwszy lot trwał 25 minut i został określony jako udany. 2 maja 1944 samolot został przewieziony do bazy USAAF Wright Field, gdzie miał przejść serię testów na flatter i wibracje. W czasie testów uszkodzone zostało przednie koło podwozia, samolot został naprawiony i wraz z drugim prototypem został odesłany do bazy Eglin Field na testy użytkowe. Cechy pilotażowe samolotu zostały określone jako dobre, ale jego osiągi były niezadowalające. Prędkość maksymalna maszyny wynosiła zaledwie 328 mil na godzinę na wysokości 12.600 stóp, zamiast oczekiwanej 410 mil na godzinę (odpowiednio 527 km/h i 660 km/h).
W czasie testów, drugi prototyp został zniszczony w czasie wypadku.
Lekki myśliwiec Bella był wolniejszy od używanych już wówczas konwencjonalnych myśliwców USAAF i nie oferował nad nimi żadnych korzyści. Program został ostatecznie anulowany w grudniu 1944.
Pierwszy prototyp przetrwał wojną i po jej zakończeniu został umieszczony w Wood City, dalsze jego losy nie są znane.

## Opis konstrukcji
Bell XP-77 (Tri.4, Design D-6, Model 32) był jednosilnikowym, jednomiejscowym samolotem myśliwskim o układzie dolnopłata. Samolot miał drewnianą konstrukcję skorupową z także drewnianym skrzydłem laminarnym o profilu typu NACA 65 ze wzniosem wynoszącym 5°.
Samolot miał być początkowo napędzany silnikiem rzędowym typu Ranger XV-770-9 o mocy 500 KM z turbosprężarką, ale z powodu problemów z jego produkcją ostatecznie został wyposażony w silnik Ranger XV-770-6 bez turbosprężarki. Silnik umieszczony był tuż przed kabiną pilota i napędzał dwupłatowe śmigło Aeroproducts o średnicy 290 cm poprzez wał korbowy.
Zapas paliwa wynosił 52 galony, samolot mógł być wyposażony w dodatkowy, zewnętrzny zbiornik paliwa o pojemności 38 galonów (196 i 143 litry).